# Rejon dżankojski
Rejon dżankojski – jednostka administracyjna wchodząca w skład Republiki Autonomicznej Krymu na Ukrainy.
Rejon utworzony w 1918. Ma powierzchnię 2667 km² i liczy około 82 tysięcy mieszkańców. Siedzibą władz rejonu jest Dżankoj.
Na terenie rejonu znajdują się 2 osiedlowe rady i 26 silskich rad, obejmujących w sumie 106 wsi i 2 osady.